# Le Vingtième Siècle
Le Vingtième Siècle, ook Le XXe Siècle, (De Twintigste Eeuw) was een Franstalig, Belgisch dagblad dat gepubliceerd werd van 1895 tot en met 1940. In de jeugdbijlage Le Petit Vingtième (De Kleine Twintigste) werd in 1929 voor het eerst de strip De avonturen van Kuifje gepubliceerd. De krant was eigendom van de Société Nouvelle "Presse et Librairie".

## Oprichting
De rooms-katholieke krant werd gesticht door Joris Helleputte, Joseph d'Ursel en Athanase de Broqueville (broer van de Belgische minister-president Charles de Broqueville). De eerste editie kwam uit op 6 juni 1895. De verkoopcijfers vielen erg tegen en de krant bleef alleen bestaan door de financiële hulp van Charles de Broqueville en andere Belgische aristocraten.
In 1914 werd Fernand Neuray hoofdredacteur. Hij stopte met het zich louter richten op het rooms-katholicisme en probeerde de krant te positioneren als een landelijk dagblad.

## Interbellum
Kardinaal Désiré-Joseph Mercier regelde dat in 1924 abbé Norbert Wallez algemeen directeur werd van de Société Nouvelle "Presse et Librairie". In zijn kantoor had hij gesigneerd portret van Benito Mussolini. Wallez spoorde al zijn vrijgezelle employees aan te trouwen.
De wekelijkse jeugdbijlage kwam op donderdag uit. Dat was de dag dat de jeugd vrij had van school. Die vrije dag werd op zaterdag ingehaald. Georges Remi begon in 1927 voor de bijlage te tekenen. Vanaf 10 januari 1929 verschenen in de jeugdbijlage zijn stripavonturen van de fictieve reporter Kuifje. Hij ondertekende ze met zijn pseudoniem Hergé. Het was Wallez die bepaalde over welke onderwerpen getekend werd. Zo ging het eerste verhaal over de Sovjet-Unie. De krant was erg anticommunistisch en negatieve aspecten van het communisme moesten verplicht in de strip tot uiting gebracht worden. Het volgende Kuifjeverhaal ging over Belgisch-Congo en het derde speelde zich af in de Verenigde Staten. 
Germaine Kieckens, de eerste echtgenote van Hergé, was de secretaresse van Wallez. Zij schreef daarnaast verhalen in Le Petit Vingtième, onder de schuilnaam Tantine. Ook was zij eindredactrice van de bijlage voor vrouwen Votre Vingtième, Madame (Uw Twintigste, Mevrouw). Hergé maakte soms een tekening voor de omslag. Wallez trouwde Hergé en Kieckens voor de kerk. 
Op 23 januari 1930 verscheen in de jeugdbijlage de eerste aflevering ooit van de stripreeks De guitenstreken van Kwik en Flupke, eveneens een creatie van Hergé. De krant bracht als eerste een Kuifje-album uit, evenals het eerste over Quick en Flupke. In totaal zou Wallez vijf verhalen van Hergé als album uitbrengen. Wallez werd in 1933 van zijn post gehaald. De krant bracht daarna geen stripalbums meer uit.
Nadat België in 1940 door de Duitsers veroverd was, werd de krant door de Duitse bezettingsmacht opgeheven.